# Cicinnus
Cicinnus är ett släkte av fjärilar. Cicinnus ingår i familjen Mimallonidae.

## Dottertaxa tillCicinnus, i alfabetisk ordning[1]
- Cicinnus acuta
- Cicinnus alcuna
- Cicinnus anysia
- Cicinnus bactriana
- Cicinnus bilinea
- Cicinnus callipius
- Cicinnus camarinus
- Cicinnus candacus
- Cicinnus chabaudi
- Cicinnus corallina
- Cicinnus corcovada
- Cicinnus cordubensis
- Cicinnus curtisea
- Cicinnus despecta
- Cicinnus diagonalis
- Cicinnus dulcis
- Cicinnus eugenia
- Cicinnus euthymius
- Cicinnus externa
- Cicinnus felderia
- Cicinnus fenestrata
- Cicinnus fogia
- Cicinnus forbesi
- Cicinnus funebris
- Cicinnus gaujoni
- Cicinnus gentilis
- Cicinnus hamata
- Cicinnus incerta
- Cicinnus jaruga
- Cicinnus joanna
- Cicinnus lacuna
- Cicinnus latris
- Cicinnus madenus
- Cicinnus magnapuncta
- Cicinnus malca
- Cicinnus manalca
- Cicinnus marona
- Cicinnus mexicana
- Cicinnus moengus
- Cicinnus motagus
- Cicinnus mulatro
- Cicinnus musa
- Cicinnus narseres
- Cicinnus nigrescens
- Cicinnus olasis
- Cicinnus orthane
- Cicinnus packardii
- Cicinnus plana
- Cicinnus primolus
- Cicinnus producta
- Cicinnus pudens
- Cicinnus pulverula
- Cicinnus putridula
- Cicinnus roscida
- Cicinnus sachinius
- Cicinnus sanguineolenta
- Cicinnus schulzi
- Cicinnus solvens
- Cicinnus submarcata
- Cicinnus thermesia
- Cicinnus tuisana
- Cicinnus unalca
- Cicinnus undiscata
- Cicinnus viemanda
- Cicinnus volucris
- Cicinnus xingua